# 오비역
오비역(일본어: 飫肥駅)은 일본 미야자키현 니치난시에 위치한 규슈 여객철도 니치난 선의 철도역이다. 섬식 승강장 1면 2선의 구조를 갖춘 지상역이다.

## 이용 현황
| 승차 인원 추이 | 승차 인원 추이 |
| 연도           | 1일 평균       |
| -------------- | -------------- |
| 2002           | 522            |
| 2003           |                |
| 2004           | 465            |
| 2005           | 403            |
| 2006           | 382            |
| 2007           | 368            |
| 2008           | 382            |
| 2009           | 372            |
| 2010           | 356            |
| 2011           | 370            |
| 2012           | 383            |

## 역 주변
- 오비성
- 미야자키 지방 재판소 니치난 지부
- 니치난 검찰청사

## 역사
- 1941년 10월 28일 : 일본 철도성 시부시 선 아부라쓰 - 기타고 간 개업에 의해 개업.
- 1963년 5월 8일 : 니치난 선 미나미미야자키 - 아부라쓰 간 개업에 의해 니치난 선으로 편입.
- 1987년 4월 1일 : 일본국유철도 분할 민영화에 의해, 규슈 여객철도가 승계.

## 인접 역
| 니치난 선                    | 니치난 선               | 니치난 선          |
| ---------------------------- | ----------------------- | ------------------ |
| 기타고 미나미미야자키 방면   | ■ 쾌속 '니치난 마린 호' | 니치난 시부시 방면 |
| 우치노다 미나미미야자키 방면 | ■ 보통                  | 니치난 시부시 방면 |